# Štefan Moyzes

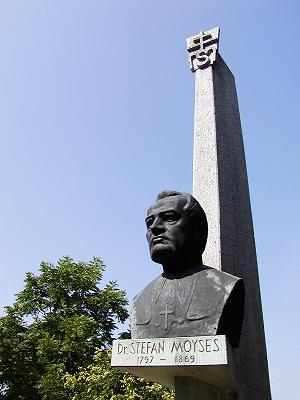
Monumento nel villaggio natale di Veselé.

Štefan Moyzes o Moyses (Veselé, 24 ottobre 1797 – Žiar nad Hronom, 5 luglio 1869) è stato un vescovo cattolico e pedagogo slovacco, primo presidente della Matica slovenská.

## Biografia
Štefan Moyzes studiò filosofia a Trnava e teologia a Pest: fu ordinato presbitero nel 1821. Svolse il suo ministero come viceparroco in varie parrocchie dell'arcidiocesi di Strigonio, e successivamente in Croazia. Nel gennaio del 1830 divenne professore dell'accademia di Zagabria. Nel 1847 fu nominato canonico del capitolo di Zagabria e lo scelsero come deputato alla Dieta del Regno d'Ungheria.
Fu sostenitore delle proposte di Ľudovít Štúr, presentate alla Dieta nel 1848, sull'introduzione della lingua slovacca nelle scuole elementari e nelle funzioni religiose protestanti. Il 17 febbraio 1851 fu nominato vescovo di Banská Bystrica.
Con altri patrioti slovacchi istituì il liceo slovacco di Banská Bystrica. Guidò la delegazione slovacca che il 12 dicembre 1861 presentò all'imperatore Francesco Giuseppe I il Memorandum della nazione slovacca.
Il 3 agosto 1863 divenne il primo presidente della Matica slovenská.
Per suo merito la Santa Sede stabilì la festa liturgica dei santi Cirillo e Metodio il 5 luglio.
Štefan Moyzes fu una personalità della storia slovacca, rispettato da tutto il popolo, senza distinzione di istruzione, di nazionalità o di confessione.
Nel centenario della nascita Svetozár Hurban Vajanský pubblicò una sua biografia intitolata Storočna pamiatka narodenia Štefana Moysesa (1797-1897).

## Genealogia episcopale
La genealogia episcopale è:
- Cardinale Scipione Rebiba
- Cardinale Giulio Antonio Santori
- Cardinale Girolamo Bernerio, O.P.
- Arcivescovo Galeazzo Sanvitale
- Cardinale Ludovico Ludovisi
- Cardinale Luigi Caetani
- Cardinale Ulderico Carpegna
- Cardinale Paluzzo Paluzzi Altieri degli Albertoni
- Cardinale Flavio Chigi
- Papa Clemente XII
- Cardinale Giovanni Antonio Guadagni, O.C.D.
- Cardinale Cristoforo Bartolomeo Antonio Migazzi
- Cardinale József Batthyány
- Arcivescovo Ferenc Fuchs
- Arcivescovo István Fischer de Nagy
- Vescovo József Vurum
- Vescovo František Lajčák, O.F.M.Cap.
- Cardinale Ján Krstiteľ Scitovský
- Vescovo Štefan Moyzes